# Maha Zein
Maha Zein (* 2. Mai 1976) ist eine ehemalige ägyptische Squashspielerin. 

## Karriere
Maha Zein spielte von 1996 bis 2003 auf der WSA World Tour und gewann in diesem Zeitraum auf dieser einen Titel bei insgesamt fünf Finalteilnahmen. Ihre höchste Platzierung in der Weltrangliste erreichte sie mit Rang 19 im November 2000. Mit der ägyptischen Nationalmannschaft nahm sie 1996, 1998, 2000 und 2002 an der Weltmeisterschaft teil. Zudem vertrat sie Ägypten 1997 bei den World Games. Im Einzel stand sie von 1997 bis 2002 sechsmal in Folge im Hauptfeld der Weltmeisterschaft, ohne bei einer der Teilnahmen die zweite Runde zu erreichen.

## Erfolge
- Gewonnene WSA-Titel: 1